# Euodia hortensis
Euodia hortensis är en vinruteväxtart som beskrevs av Forst.. Euodia hortensis ingår i släktet Euodia och familjen vinruteväxter. Inga underarter finns listade i Catalogue of Life.